# Deutsche Cadre-71/2-Meisterschaft 1967/68

Veranstaltungsort: West-Berlin

Die Deutsche Cadre-71/2-Meisterschaft 1967/68 ist eine Billard-Turnierserie und fand vom 19. bis zum 21. Januar 1968 in West-Berlin zum 21. Mal statt.

## Geschichte
Mit einer absoluten Weltklasseleistung verteidigte Dieter Müller in seiner Heimatstadt West-Berlin seinen Titel im Cadre 71/2. Der Generaldurchschnitt (GD) von 33,96 ist ein neuer Deutscher Rekord. Müller verbesserte damit den alten Rekord von Walter Lütgehetmann aus dem Jahr 1955. Den zweiten Platz belegte überraschend der Münchner Peter Sporer vor Hartmut Burwig. Etwas enttäuschend war das Abschneiden von Klaus Hose, der im Vorfeld der Meisterschaft glänzende Ergebnisse erzielt hatte. Leider konnte der Vizemeister des Vorjahres Siegfried Spielmann nicht am Turnier teilnehmen.

## Modus
Es wurde im Round-Robin-Modus bis 300 Punkte gespielt.
Die Endplatzierung ergab sich aus folgenden Kriterien:
1. Matchpunkte
2. Generaldurchschnitt (GD)
3. Bester Einzeldurchschnitt (BED)
4. Höchstserie (HS)

## Teilnehmer (nach Ausgangsklassement)
1. Dieter Müller (Berliner Billardfreunde 1921) (Titelverteidiger) (GD 28,21)
2. Klaus Hose (BC Unter Uns Dahlhausen) (GD 17,98)
3. Walter Mühlan (Dortmunder BVg 26/35) (GD 14,59)
4. Ewald Kajan (Homberger Billard-Club 1957) (GD 13,55)
5. Matthias Metzemacher (Bergisch-Gladbacher BC) (GD 12,17)
6. Peter Sporer (BSV München) (GD 11,07)
7. Hartmut Burwig (Düsseldorfer Billardfreunde 1954) (GD 10,78)

### Abschlusstabelle
| Klassement                 | Klassement           | Klassement | Klassement | Klassement | Klassement | Klassement | Klassement | Klassement |
| Platz                      | Name                 | MP         | Pkte.      | Aufn.      | GD         | BED        | HS         |            |
| -------------------------- | -------------------- | ---------- | ---------- | ---------- | ---------- | ---------- | ---------- | ---------- |
| 1                          | Dieter Müller        | 12:0       | 1800       | 53         | 33,96      | 75,00      | 219        |            |
| 2                          | Peter Sporer         | 8:4        | 1737       | 99         | 17,54      | 20,00      | 128        |            |
| 3                          | Hartmut Burwig       | 6:6        | 1358       | 99         | 13,71      | 18,75      | 65         |            |
| 4                          | Ewald Kajan          | 6:6        | 1351       | 100        | 13,51      | 17,64      | 128        |            |
| 5                          | Matthias Metzemacher | 6:6        | 1355       | 104        | 13,02      | 25,00      | 70         |            |
| 6                          | Klaus Hose           | 4:8        | 1491       | 115        | 12,96      | 25,00      | 121        |            |
| 7                          | Walter Mühlan        | 0:12       | 1291       | 94         | 13,73      | –          | 97         |            |
| Turnierdurchschnitt: 15,63 |                      |            |            |            |            |            |            |            |